# Вићентије Крџић
Вићентије Крџић (световно име Василије Крџић; 30. јануар 1853 — крај 1915) био је трећи српски владика скопске епархије након укидања Пећке патријаршије. Бугари су га убили крајем 1915.

## Црквена биографија
У манастиру Студеница завршио је основну школу, а богословију је завршио у Београду. У манастиру Студеница замонашио се 1873, а исте године посвећен је у ђакона. Потом је био дворски ћакон епископа Вићентија Красојевића. У чин презвитера рукоположен је 8. септембра 1875. До 1885. био је у манастиру Студеница. Игуман је постао 1887, а до 1900. био је старешина манастира Свете Тројице и Сретења у Овчару. Посвећен је 1894. у архимандрита. У манастиру Хиландар боравио је од 1900. као саборни старац, где га је српска влада послала са тројицом калуђера како би покушали да реше проблеме које је манастир имао.
Након смрти владике Севастијана Скопскога 1905. изабран је и посвећен у Цариграду за владику скопске епархије. Био је трећи владика Србин након укидања Пећке патријаршије. Током његовога вршења дужности настављен је активан црквени, национални и просветни рад у Македонији. Иако је постојао бугарски терор све више се народ у Македонији враћао у српску црквену организацију напуштајући Бугарску егзархију. Вићентије је играо истакнуту улогу у координацији српске четничке акције у Македонији. Током 1907. међу организаторима српске четничке акције дошло је до поделе на две струје, на конзулатску и митрополитску струју. Вићентије се налазио на челу митрополитске струје и настојао је да потпуно преузме руковођење над револуционарном организацијом и школством у Македонији. До тада су српски конзули управљали револуционарном организацијом и просветом. Митрополитска струја имала је подршку опозиционе штампе у Србији, а на сличан начин српској дипломатији се супростављао и рашко-призренски владика Нићифор Перић. Ипак већ крајем 1907. конзулска струја је однела превагу. Преместили су неколико учитеља наклоњених Вићентију и спречили су повезивање Вићентија и Нићифора Перића.

## Смрт и наслеђе
Крајем 1915. Бугарска се укључила у Први светски рат и уследило је повлачење српске војске и окупација Србије. Вићентије се тада повукао у Призрен, где су га Бугари ухапсили и спроводили у Бугарску. Међутим на путу од Урошевца до Гњилана опљачкали су га и убили. Његово тело није никада пронађено, али се препричавало да је тело након убиства било спаљено. Годишњица његове смрти обележена је 15. децембра 1940.
Од 2017. године Српска православна црква га прославља заједно са игуманом Владимиром Протићем као светитеље - свештеномученике. Црква га као светитеља спави 16. маја по црквеном, а 25. маја по грегоријанском календару.